# Беговача
45°40′ пн. ш. 16°52′ сх. д. / 45.66° пн. ш. 16.86° сх. д.
Беговача (хорв. Begovača) — населений пункт у Хорватії, у Б'єловарсько-Білогорській жупанії у складі громади Берек.

## Населення
Населення за даними перепису 2011 року становило 36 осіб.
Динаміка чисельності населення поселення: